# تاریخ تأسیس
تاریخ تأسیس یک مؤسسه، عبارت از زمانی است که آن مؤسسه به عنوان آغاز به کار خود اعلام می‌کند. معیار تعیین این تاریخ در مورد مؤسسات مختلف فرق می‌کند و معیار ثابت و دقیقی در آن مورد اعمال نمی‌شود. برخی از مواردی که به عنوان زمان تأسیس یک مؤسسه ممکن است استفاده شوند عبارت‌اند از:
- تاریخی که آن مؤسسه از یک مؤسسهٔ بزرگ‌تر جدا شده، یا از یک قدرت خارجی مستقل گشته‌است.
- زمان عقد قرارداد رسمی برای ایجاد مؤسسه
- زمان مورد تأیید قرارگرفتن مدارک و اسناد مربوط به آن مؤسسه
- زمان ارائهٔ اولین خدمات توسط آن مؤسسه

با این حال، بسیاری از مؤسسه‌ها از روندهای قراردادی دیگری برای تعیین و اعلام تاریخ تأسیس استفاده می‌کنند.